# Москва — не Россия

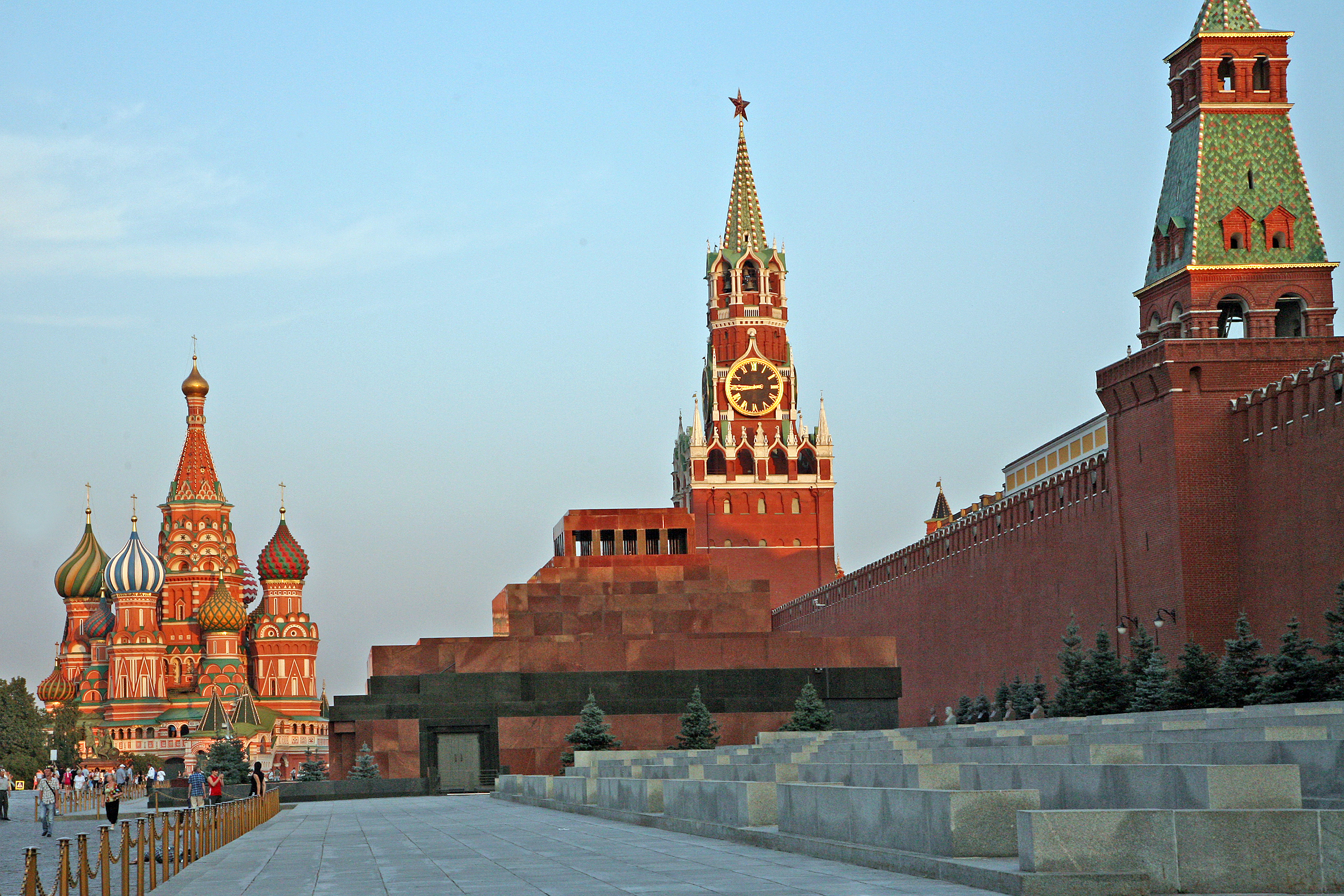
Красная площадь — как символ России

«Москва́ — не Росси́я» — крылатое выражение народного фольклора, описывающее существенное отличие столицы России — города Москвы от остальных городов и регионов России по качеству жизни, уровню оппозиционного настроя её жителей и сильное непропорциональное соотношение с остальной страной по населению и общему охвату и доступности возможностей человеческой жизнедеятельности — учёбы, работы, развитости и доступности какой-либо инфраструктуры и т. д., связанных с денежным богатством Москвы — её экономикой.
Фраза была употреблена автором статьи в ABC Рафаэлем Манюэко как констатация отличительной развитости города по сравнению с остальной страной, отмечая, что «с Москвой не сравнится даже Санкт-Петербург — вторая, Северная столица», вместе с этим замечая, однако, и минусы в виде пробок, мусора и загрязнения воздуха.

## Мнения, отношение и критика
По мнению редактора информационного интернет-издания Регнум Петра Акопова, выражение «Москва — не Россия» преобладает среди жителей провинциальных городов страны. Также, по его утверждению, с выражением согласны все жители России, вместе с этим замечая, что такое отношение является неправильным, поскольку «столица — это лицо, „витрина“ страны, а потому такие различия естественны».
Выражение носит негативную окраску, описывая доминирующее над остальной страной соотношение уровня жизни.
Мэр Москвы Сергей Собянин неоднократно заявлял, что «не Россия кормит Москву, а Москва — Россию», опровергая этим миф о том, что «налоги со всей России стекаются в Москву». С ним не согласилась профессор МГУ Наталья Зубаревич, предположив, что «Россию кормит ХМАО».